# Kościół św. Anny w Niewodnej
Kościół św. Anny – zabytkowy rzymskokatolicki kościół, znajdujący się w Niewodnej, w województwie podkarpackim, w powiecie strzyżowskim, w gminie Wiśniowa.
Kościół został wpisany do rejestru zabytków nieruchomych województwa podkarpackiego.

## Historia
Poprzedni kościół z drewna modrzewiowego kryty gontem został wybudowany w 1672 i stał do 1923 roku.

Nowy budynek zaprojektował architekt Stanisław Majerski, jednak do realizacji przyjęto projekt wykonany w 1919 roku przez Jana Sas-Zubrzyckiego. W archiwum parafialnym w Niewodnej zachowały się szkice Majerskiego i Sas-Zubrzyckiego. Budowa trwała od 1921 do 1926 roku. Kościół poświęcono 27 czerwca 1926 roku .

## Architektura
Budynek neoromański, murowany z cegły z detalami kamiennymi, pseudobazylikowy, trójnawowy. W fasadzie znajduje się wysoka wieża z cegły i kamienia, postawiona na planie kwadratu, nakryta ośmiokątną iglicą z czterema wieżyczkami w narożach. Nad portalem w wieży znajduje się płaskorzeźba w tympanonie, po obu stronach wieży dobudowane są niskie kruchty. Przy prezbiterium zamkniętym prostą ścianą znajdują się kaplica i zakrystia, przy wieży i ścianie tęczowej smukłe wieżyczki. Nawa główna nakryta jest dachem dwuspadowym, a nawy boczne, kaplica i zakrystia dechami pulpitowymi.

## Wystrój i wyposażenie
Wyposażenie barokowe. Ołtarz główny pw. św. Anny, dwa ołtarze boczne: Najświętszego Serca Pana Jezusa i Niepokalanego Serca Marii, chrzcielnica, ambona, balustrada, oraz chór muzyczny, pochodzą ze starego kościoła. Organy czternastogłosowe pochodzą z 1936 roku .